# Anaerostipes
Anaerostipes è un genere di batterio appartenente alla famiglia delle Lachnospiraceae.